# 不二白墨製造所
合名会社不二白墨製造所（ふじはくぼくせいぞうじょ）は、日本の文具メーカー。本社は岐阜県大垣市。

## 概要
不二チョークのブランド名で知られる日本のチョークブランドである。主に教育用文具を製造しており、チョークの他、黒板、黒板消しを製造・販売をしている。

## 製品
- 不二チョーク[1]（硫酸カルシウム製白墨）

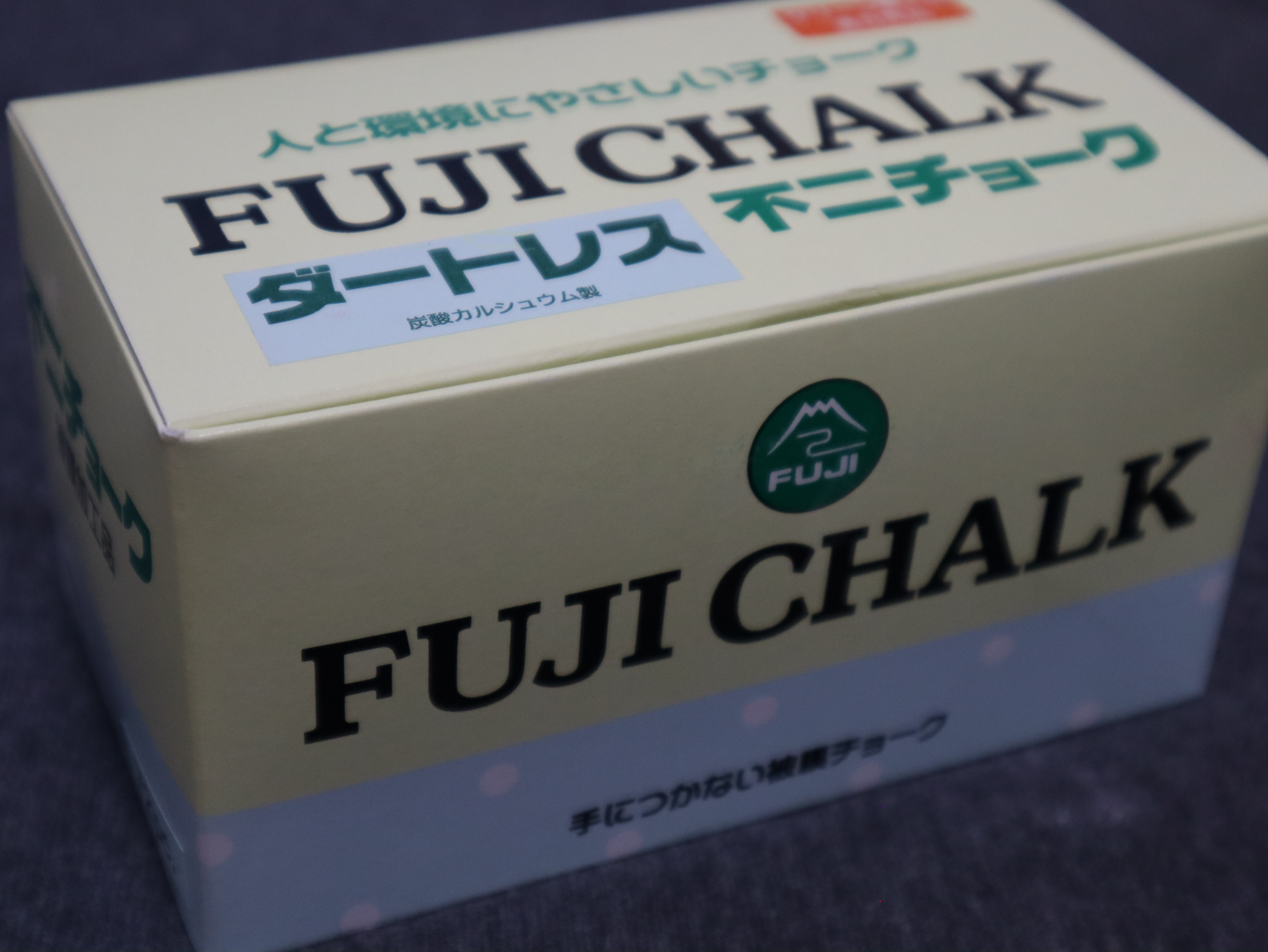
不二チョーク

- ダートレスチョーク（炭酸カルシウム製白墨）
- 携帯用不二チョーク（硫酸カルシウム製白墨）
- 丸太チョーク（硫酸カルシウム製白墨）- 太軸チョーク
- レインボウ - 耐水性チョーク
- 黒板
- 黒板消し

ほか